# Who Killed Captain Alex?
Who Killed Captain Alex? è un film d'azione diretto e prodotto da Nabwana IGG, a Wakaliwood, uno studio di film a bassissimo costo con sede a Kampala, Uganda. Ha conquistato una notorietà virale come film senza budget poiché costato al di sotto dei $200.

## Trama
Captain Alex, il soldato più importante dell'esercito locale, viene mandato in missione per distruggere la Tiger Mafia, un gruppo che controlla la città di Kampala, guidata da un uomo chiamato Richard.
Dopo che suo fratello viene catturato da Captain Alex, Richard decide di vendicarsi. Successivamente, Captain Alex viene trovato morto -ma nessuno sa chi l'abbia ucciso. Il fratello di Captain Alex, un monaco shaolin ugandese, arriva a Kampala per cercare di trovare il colpevole. Stringe amicizia con una delle mogli di Richard, che ha perso la memoria dopo che il marito le ha sparato.
La sequenza d'azione finale comprende numerosi elicotteri, una miriade di esplosioni e un immenso numero di morti. Dopo una lunga imboscata, una reazione a catena di eventi porta Richard ad essere ferito e preso in custodia ma alla fine nessuno sa ancora chi abbia veramente ucciso Captain Alex (nemmeno il regista del film).

## Produzione
Il film è stato prodotto con un budget di $200. La produzione iniziò alla fine del 2009 nei ghetti di Nateete. Il regista Isaac Nabwana (soprannominato Nabwana IGG) venne ispirato dal suo amore per i film d'azione di Hollywood e di arti marziali della sua infanzia.
Le scene in elicottero presenti nel film si basano sull'esperienza vissuta da Nabwana durante la guerra civile in Uganda dove lui assieme a suo fratello vennero inseguiti da un elicottero.
Durante il film, può essere ascoltata una cover realizzata con il flauto di Pan della canzone di Seal "Kiss from a Rose".
La versione originale del film è andata perduta a causa di blackout e "condizioni logoranti", mentre la versione ancora disponibile di Who Killed Captain Alex? uscita online include un commento video in inglese che aggiunge battute ricorrenti sui personaggi.
Un trailer del film è stato caricato su YouTube nel gennaio del 2010, guadagnando più di 3,9 milioni di visualizzazioni al 2024; il film per intero (ossia la versione con il video joker), uscito nel 2015 conta, sempre al 2024, 9 milioni di visualizzazioni.

## Collegamenti con altre pellicole
Nel successivo film del regista, Bad Black, compare in un breve cameo all'inizio Capitan Alex con la voce narrante che dice È vivo! È vivo! ma subito dopo viene ucciso dal personaggio Swaz.